# Popovics Sándor (orvos)
Popovics Sándor, Alexandru Popovici (Oravica, Krassó-Szörény vármegye, 1836. január 17. – Herkulesfürdő, 1903. szeptember 7.) orvosdoktor.

## Élete
Romániából származó, görög keleti vallású rumén család sarja, mely egykor Popescunak írta nevét. Azonban midőn a görög keleti rumén egyház a szerb patriarchátus alatt állott, az akkori szokás szerint Popescu nevét Popovicsra változtatta. Szülőhelyén végezte a gimnázium hat osztályát, a felsőbbeket pedig Bécsben. 1853-ban Pesten orvosnövendék lett, ahol sebészeti szigorlatot tett, az orvosiakat Bécsben tette le; azután Erlangenben (Bajorország) a régi orvosi iskolánál tett orvosi vizsgát és orvosi gyakorlatot folytatott. 1861-ben Gozsdu Manó krassó-szörény vármegyei főispán megyéjében járási orvossá nevezte ki. Orvosi híre még Törökországba is kiterjedt. 1866-ban Mehádián mint fürdőorvos letelepedett, ahol rendesen a nyarat töltötte, télen pedig a kórházak vizsgálata céljából Olasz-, Spanyol-, Francia-, és Németországokban, Angliában, Egyiptomban, Törökországban és Afrikában utazott. A porosz-francia hadjáratban mint katonaorvos hat hónapig a franciák és hatig a poroszok részén saját költségén folytatott orvosi gyakorlatot. Sok kitüntetésben részesült; a francia, porosz és romániai kormány rendjelekkel tüntették ki, több orvosi társaság tagjának választotta, az algíri orvostársaság és a carcassonne-i polytechnikai intézet pedig tiszteleti elnökének.
Felesége Jagodics Emilia volt. Egyik leánya, Paula ifjabb Keglevich Béla gróf (Keglevich Béla és Batthyány Ilona fiának) neje volt, egy másik, Katalin lovag Nauta Henrik pólai tengerész-hadnagyhoz ment férjhez (ám ők el is váltak).
Cikke a Magyar orvosok és természetvizsgálók Munkálataiban (XVI. 1873. Jorgován Jován és a kigyó, rumén népmonda, ugyanez versben); irt a Pester Lloydba is.

## Munkái
- Baile lui Ercule seu Scaldele de la Meedia. Pest, 1872. (oláh nyelven, magyarul: A mehádiai Herculesfürdők. Az „Albina kiadása.“ Bartalits lm. könyvnyomdájában. 14 fejezet 181 8-rétű lapon.)[5]
- Das Herkulesbad bei Mehadia in Siebenbürgen. Wien, 1885. (Öt rajzmelléklettel. Braumüller's Bade-Bibliothek. Ism. Délmagyarországi Lapok 219. sz. Ugyanez megjelent ruménül is Pesten 1872.)